# Château de Dretzel
Le château de Dretzel (en allemand : Schloss Dretzel) est une ancienne demeure seigneuriale située en Allemagne à Dretzel, dans le land de Saxe-Anhalt, aujourd'hui propriété privée.

## Description
L'ensemble est formé du corps de bâtiment seigneurial, de la chapelle, de la cour d'honneur, du parc et de divers bâtiments des communs, le tout ayant vu le jour entre 1807 et 1810. L'entrée du côté du parc, au milieu de la façade occidentale, a malheureusement été dépourvue de son portique à colonnade en 1954, pour être remplacée par une terrasse avec deux escaliers.
Le château coiffé d'un toit à la Mansart présente seize ouvertures sur deux étages et sa façade est ponctuée d'un léger avant-corps en son milieu et de deux petits avant-corps de chaque côté, dont l'avancée est à peine perceptible, si ce n'est par ses pilastres ioniques et cannelés. Six décorent le milieu de la façade et trois de chaque côté. Les fenêtres sont à angle droit sauf celles du soubassement qui sont en arc de cercle.

## Histoire
Le domaine appartenait à la famille von Angern, dont l'unique héritière avait épousé le conseiller de guerre Hermann Ludwig von Stilcke. C'est cette famille qui le fit construire au début du XIXe siècle, l'ancien château ayant été la proie des flammes. Il passe ensuite par mariage à la famille von Ostau.
Le château et son domaine sont nationalisés à l'époque de l'occupation soviétique, puis le bâtiment sert à la municipalité d'école et de jardin d'enfants, sous le régime de la république démocratique allemande. Il est restitué à la famille von Ostau en 1999.

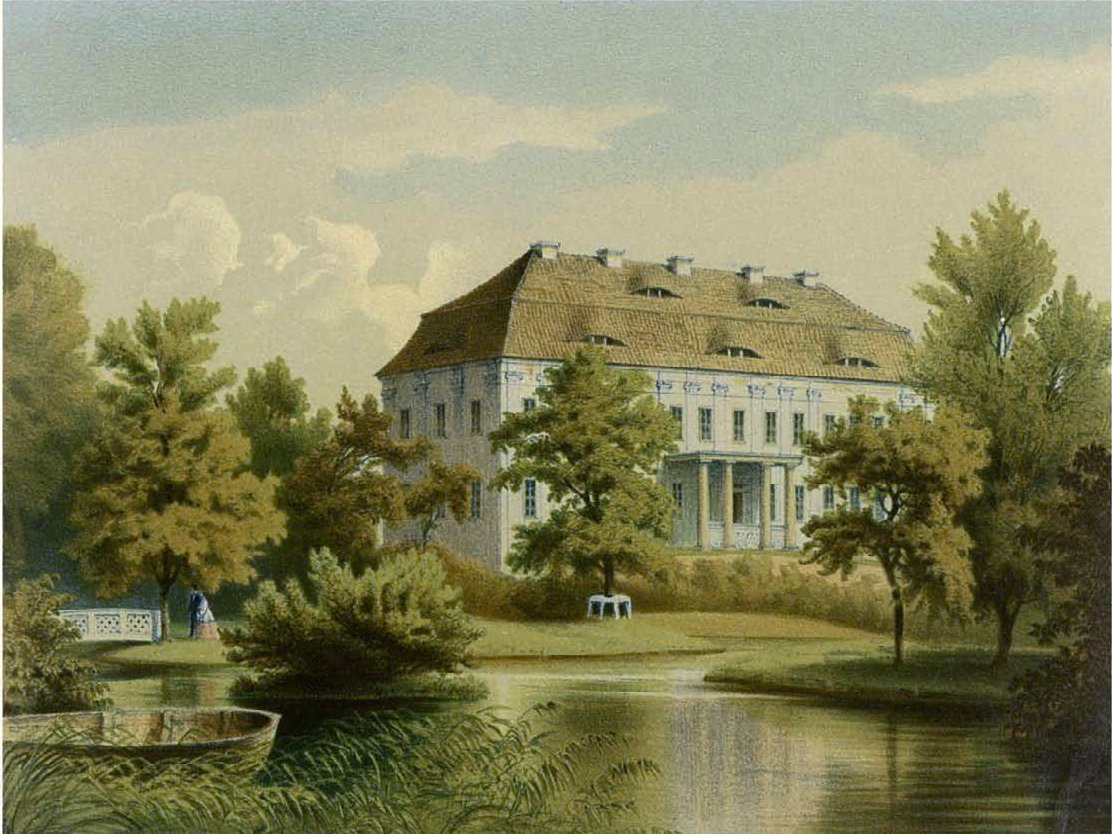
Le château de Dretzel vers 1860 (collection Alexander Duncker)

## Source
- (de) Cet article est partiellement ou en totalité issu de l’article de Wikipédia en allemand intitulé « Schloss Dretzel » (voir la liste des auteurs).